# 金铁寨村
金铁寨村是中华人民共和国陕西省咸阳市武功县小村镇所辖的一个行政村。该行政村包含南金、北金两自然村。全行政村396户、人口1635人、分为8个村民小组。耕地面积1315亩。